# テッラチーナ
テッラチーナ（伊: Terracina）は、イタリア共和国ラツィオ州ラティーナ県にある、人口約45,000人の基礎自治体（コムーネ）。

## 地理

### 位置・広がり

#### 隣接コムーネ
隣接するコムーネは以下の通り。
- フォンディ
- モンテ・サン・ビアージョ
- ポンティーニア
- サバウディア
- サン・フェリーチェ・チルチェーオ
- ソンニーノ

### 気候分類・地震分類
テッラチーナにおけるイタリアの気候分類 (it) および度日は、zona C, 996 GGである。
また、イタリアの地震リスク階級 (it) では、zona 3B (sismicità bassa) に分類される。
- テッラチーナ港を望むサンタンジェロ山 (it) とTempio di Giove Anxur
- テッラチーナのドゥオーモ（大聖堂）

## 歴史

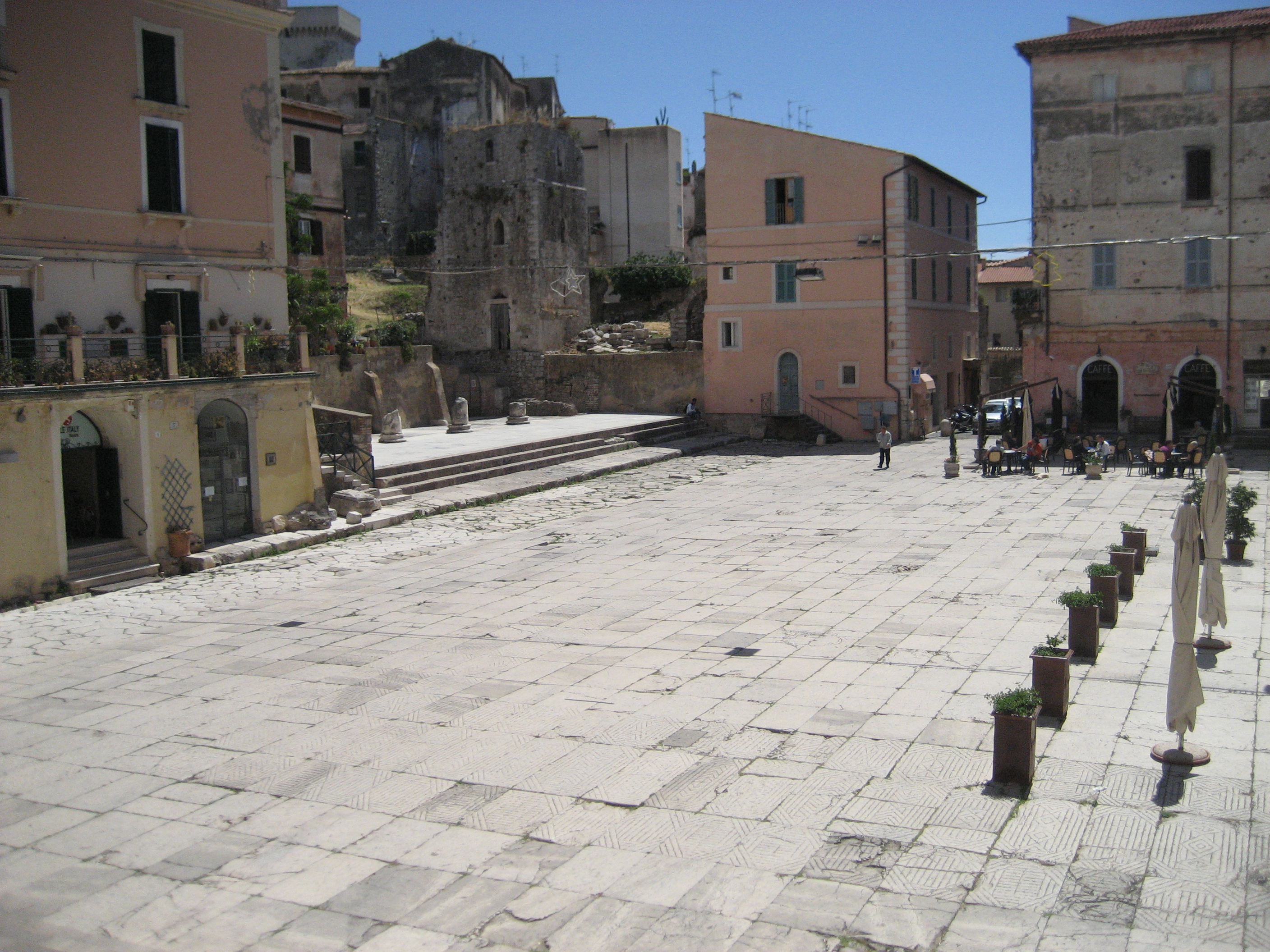
ローマ時代のフォルム

第二次サムニウム戦争中の紀元前315年、当地付近で共和政ローマとサムニウムの戦いがあり、ローマが敗北を喫した（ラウトゥラエの戦い）。

## 行政

### 分離集落
テッラチーナには、以下の分離集落（フラツィオーネ）がある。
- Borgo Hermada, Frasso (in parte condivisa col comune di Sonnino), La Fiora, San Vito

## 姉妹都市
- バート・ホンブルク・フォア・デア・ヘーエ  ドイツ
- w:Mondorf-les-Bains/w:Bad Mondorf/w:Munneref ルクセンブルク
- カブール (フランス) フランス
- クール スイス
- エクセター イギリス
- ユールマラ ラトヴィア
- マイヤーホーフェン（ドイツ語版） オーストリア
- ペーチ ハンガリー

## 人物

### 著名な出身者
- ガルバ - ローマ皇帝。

## テッラチーナを舞台にした作品
- フラ・ディアヴォロ